# Alan Sunderland
Alan Sunderland (født 1. juli 1953 i Conisbrough, England) er en tidligere engelsk fodboldspiller, der spillede som angriber. Han var på klubplan primært tilknyttet Wolverhampton Wanderers og Arsenal F.C.. Længst tid tilbragte han i Arsenal, hvor han var tilknyttet i syv sæsoner, og blandt andet var med til at vinde FA Cuppen i 1979. Her opnåede han helte-status blandt Arsenals fans, da han i sidste minut blev matchvinder i sejren på 3-2 over Manchester United.
Sunderland blev desuden noteret for en enkelt kamp for Englands landshold, der faldt den 31. maj 1980, hvor han var med til at vinde 2-1 i en venskabskamp mod Australien.

## Titler
Football League Cup
- 1974 med Wolverhampton Wanderers

FA Cup
- 1979 med Arsenal F.C.